# Mario Brunetti
Mario Brunetti (ur. 20 października 1932 w Plataci, zm. 12 sierpnia 2024 w Cosenzy) – włoski polityk komunistyczny i dziennikarz, w latach 1992–2001 poseł do Izby Deputowanych.

## Życiorys
Założył czasopismo Sinistra Meridionale, którego był redaktorem naczelnym, pełnił także funkcję Istituto Mezzogiorno Mediterraneo oraz Centro Studi di Politica ed Economia della Calabria. W wyniku wyborów parlamentarnych z lat 1992, 1994 i 1996 zasiadał w Izbie Deputowanych z ramienia Odrodzenia Komunistycznego; należał do komisji antymafijnej oraz przewodniczył komisji praw człowieka. Był także członkiem włoskiej delegacji do Rady Europy.
Pełnił funkcję konsula honorowego Republiki Albanii w Cosenzy.
Autor książek pod tytułem La piazza della rivolta oraz Il coraggio della coerenza.